# والاس استگنر
والاس ارل استگنر (به انگلیسی: Wallace Earle Stegner) رمان‌نویس، داستان کوتاه نویس، مورخ، محیط زیست‌گرا آمریکایی و برنده جایزه پولیتزر برای داستان در سال ۱۹۷۲ و جایزه ملی کتاب ایالات متحده در سال ۱۹۷۷ بود. از شاگردانش می‌توان سیمین دانشور، نویسندهٔ فارسی‌زبان، را نام برد.

## رمان‌ها
- یاد خنده
- صحنه تاریک جنگ
- آتش و یخ
- سنگ بزرگ کوه آب نبات
- ستاره در حال سقوط
- فرشته آرامش (۱۹۷۱)
- پرنده ناظر